# Therobia composita
Therobia composita är en tvåvingeart som först beskrevs av Seguy 1925.  Therobia composita ingår i släktet Therobia och familjen parasitflugor.
Artens utbredningsområde är Vietnam. Inga underarter finns listade i Catalogue of Life.